# Eirik Brandsdal
Eirik Brandsdal, né le 11 novembre 1986 à Oslo, est un fondeur norvégien. En Coupe du monde, il est monté à dix-huit reprises sur un podium dans des épreuves individuelles dont sept victoires en sprint. Malgré deux deuxièmes places au classement spécifique du sprint en Coupe du monde, il ne compte aucun podium dans un grand championnat.

## Biographie
Membre du club Kjelsås IL, il fait ses débuts officiels sur la Coupe de Scandinavie en fin d'année 2004. Brandsdal reçoit sa première sélection en 2006, aux Championnats du monde des moins de 23 ans à Kranj, où son meilleur résultat est onzième du sprint.
Son premier départ en Coupe du monde a lieu en 2007 à Drammen, où en terminant 29e du sprint, il marque ses premiers points. Après une première finale en février 2009 (6e à Valdidentro). Il obtient son premier podium dans cette compétition en décembre 2009 lors du sprint de Düsseldorf. En janvier 2011, il remporte sa première course de Coupe du monde à l'occasion du sprint, avec seulement un dixième de seconde d'avance sur Ola Vigen Hattestad. Lors de la saison 2011-2012, il remporte un total de trois sprints, à Milan, Drammen et Stockholm (où il utilise différentes techniques), soit le meilleur total de tous les fondeurs, ce qui le place troisième au classement de la spécialité. Sa prochaine victoire intervient en fin d'année 2013 au Nordic Opening de Ruka-Kuusamo. À l'issue de la saison 2013-2014, il parvient à améliorer son classement de la Coupe du monde de sprint, avec le deuxième rang derrière le champion olympique Ola Vigen Hattestad. En 2015, il gagne trois sprints, à Kuusamo, Lahti et à Drammen, où il assure une nouvelle fois la deuxième place au classement du sprint, derrière Finn Hågen Krogh.
Il a pris part à trois éditions des Championnats du monde, dont en 2013 à Val di Fiemme, où il obtient son meilleur résultat avec une sixième place en sprint style libre. Aux Jeux olympiques d'hiver de 2014, il atteint les demi-finales au sprint, terminant neuvième.
Non retenu pour les mondiaux 2017 de Lahti, il remporte le sprint classique de Drammen, dépassant son jeune compatriote Johannes Høsflot Klæbo dans la ligne droite d'arrivée. Il participe aux Jeux olympiques d'hiver de 2018, trois ans après son dernier championnat majeur, arrivant 22e du sprint classique.
En 2019, il ajoute deux podiums en sprint à son palmarès et se retrouve troisième du classement de la spécialité en Coupe du monde et améliore son meilleur classement général avec une seizième position. Il est acteur dans les courses par étapes, prenant la 21e place des Finales cet hiver.
Après un ultime podium obtenu devant le public norvégien de Drammen (3e du sprint), il met un terme à sa carrière en mars 2020.

## Palmarès
| Épreuve / Édition   | Sprint                           | Sprint                           | 15 km                            | 15 km                            | Skiathlon 2 × 15 km | 50 km | Relais | Relais    |
| Épreuve / Édition   | libre                            | classique                        | libre                            | classique                        | Skiathlon 2 × 15 km | 50 km | Sprint | 4 × 10 km |
| JO 2014 Sotchi      | 9e                               | Épreuve inexistante à cette date | Épreuve inexistante à cette date | —                                | —                   | —     | —      | —         |
| JO 2018 Pyeongchang | Épreuve inexistante à cette date | 22e                              | —                                | Épreuve inexistante à cette date | —                   | —     | —      | —         |

### Championnats du monde
Eirik Brandsdal a participé à trois Championnats du monde en 2011 à Oslo où son meilleur résultat est une 17e place en sprint style libre, en 2013 à Val di Fiemme, où il atteint la finale du sprint classique qu'il termine 6e et en 2015.
| Épreuve / Édition           | Sprint                           | Sprint                           | 15 km                            | 15 km                            | Poursuite / Skiathlon 2 × 15 km | 50 km | Relais | Relais    |
| Épreuve / Édition           | libre                            | classique                        | libre                            | classique                        | Poursuite / Skiathlon 2 × 15 km | 50 km | Sprint | 4 × 10 km |
| Mondiaux 2011 Oslo          | 17e                              | Épreuve inexistante à cette date | Épreuve inexistante à cette date | —                                | 65e                             | —     | —      | —         |
| Mondiaux 2013 Val di Fiemme | Épreuve inexistante à cette date | 6e                               | —                                | Épreuve inexistante à cette date | —                               | —     | —      | —         |
| Mondiaux 2015 Falun         | Épreuve inexistante à cette date | 11e                              | —                                | Épreuve inexistante à cette date | —                               | —     | —      |           |

Légende :
- : pas d'épreuve
- — : Non disputée par Brandsdal

### Coupe du monde
- Meilleur classement général : 16e en 2019.
- 26 podiums : 
  - 18 podiums en épreuve individuelle : 7 victoires, 4 deuxièmes places et 7 troisièmes places.
  - 8 podiums en épreuve par équipes : 5 deuxièmes places et 3 troisièmes places.
- 6 podiums dans des étapes de tours : 2 victoires, 3 deuxièmes places et 1 troisième place.

#### Détail des victoires
Eirik Brandsdal compte sept victoires individuelles en Coupe du monde dans le format du sprint, cinq en style classique à Otepää en 2011, Milan en 2012 et à Kuusamo et Drammen durant la saison 2014-2015 et de nouveau à Drammen en 2017. Il remporte deux sprint en style libre, à Drammen en 2012 et Lahti en 2015. 
Il compte également deux victoires lors d'étapes de mini-tour. La première lors d'une étape des Finales 2012 à Stockholm. En novembre 2013, il gagne le sprint du Nordic Opening disputé à Kuusamo.
| Épreuve / Édition | Sprint | Sprint          | 15 km | 15 km     | 30 km | 30 km     | 50 km | Tour de ski ou Finales ou Nordic Opening |
| Épreuve / Édition | libre  | classique       | libre | classique | libre | classique | 50 km | Tour de ski ou Finales ou Nordic Opening |
| 2010-2011         |        | Otepää          |       |           |       |           |       |                                          |
| 2011-2012         | Milan  | Drammen         |       |           |       |           |       |                                          |
| 2014-2015         | Lahti  | Kuusamo Drammen |       |           |       |           |       |                                          |
| 2016-2017         |        | Drammen         |       |           |       |           |       |                                          |

#### Classements en Coupe du monde
Eirik Brandsdal obtient son meilleur classement général lors de la saison 2018-2019 où il obtient le 16e rang. Dans la discipline du sprint, il obtient son meilleur résultat en 2014 avec une deuxième place derrière son compatriote Ola Vigen Hattestad et 2015 derrière Finn Hågen Krogh. Il est également troisième de cette discipline en 2012, derrière le Suédois Teodor Peterson et le Russe Nikolaï Morilov.
| Saison / Épreuve | Saison / Épreuve | Général | Général | Distance | Distance | Sprint | Sprint | Tour de ski depuis 2007 | Finales (2008-2014 ; 2017) Ski Tour Canada (2016) | Nordic Opening depuis 2011       |
| ---------------- | ---------------- | ------- | ------- | -------- | -------- | ------ | ------ | ----------------------- | ------------------------------------------------- | -------------------------------- |
| Saison / Épreuve | Saison / Épreuve | Class.  | Points  | Class.   | Points   | Class. | Points | Tour de ski depuis 2007 | Finales (2008-2014 ; 2017) Ski Tour Canada (2016) | Nordic Opening depuis 2011       |
| 2007             | 2007             | 163e    | 2       | -        | -        | 84e    | 2      | —                       | Épreuve inexistante à cette date                  | Épreuve inexistante à cette date |
| 2008             | 2008             | 100e    | 24      | -        | -        | 64e    | 24     | —                       | —                                                 | Épreuve inexistante à cette date |
| 2009             | 2009             | 65e     | 92      | -        | -        | 29e    | 92     | —                       | —                                                 | Épreuve inexistante à cette date |
| 2010             | 2010             | 35e     | 225     | 105e     | 9        | 11e    | 216    | —                       | 34e                                               | Épreuve inexistante à cette date |
| 2011             | 2011             | 29e     | 246     | 95e      | 7        | 6e     | 239    | —                       | 36e                                               | —                                |
| 2012             | 2012             | 17e     | 483     | -        | -        | 3e     | 483    | —                       | 35e                                               | —                                |
| 2013             | 2013             | 32e     | 272     | 64e      | 32       | 7e     | 240    | —                       | 37e                                               | Abandon                          |
| 2014             | 2014             | 16e     | 365     | 92e      | 8        | 2e     | 355    | —                       | 30e                                               | 63e                              |
| 2015             | 2015             | 11e     | 442     | -        | -        | 2e     | 442    | -                       | Épreuve inexistante à cette date                  | 49e                              |
| 2016             | 2016             | 22e     | 348     | 52e      | 39       | 5e     | 307    | -                       | 38e                                               | 30e                              |
| 2017             | 2017             | 31e     | 199     | -        | -        | 10e    | 199    | —                       | —                                                 | 50e                              |
| 2018             | 2018             | 36e     | 194     | -        | -        | 9e     | 194    | —                       | 57e                                               | Abandon                          |
| 2019             | 2019             | 16e     | 508     | 77e      | 17       | 3e     | 471    | Abandon                 | 21e                                               | 39e                              |
| 2020             | 2020             | 55e     | 101     | -        | -        | 20e    | 101    | -                       | -                                                 | -                                |

Légende :
- Ab. : Abandon
- : pas d'épreuve

### Coupe de Scandinavie
- 5 podiums, dont 2 victoires.

### Championnats de Norvège
Il détient trois titres de champion de Norvège : sprint en 2012, cinquante kilomètres en 2015 et sprint par équipes en 2016.